# Kim Raver
Kimberly Jayne Raver (ur. 15 marca 1969 w Nowym Jorku) – amerykańska aktorka filmowa i telewizyjna.

## Filmografia
- Ulica Sezamkowa (Sesame Street, 1969) jako ona sama (1975-1978)
- Menendez: A Killing in Beverly Hills (1994) jako Linda
- Trinity (1998-1999) jako Clarissa McCallister
- Brygada ratunkowa (Third Watch, 1999-2005) jako Kimberly Zambrano
- 24 godziny (24, 2001) jako Audrey Heller Raines
- Martin i Orloff (Martin & Orloff, 2002) jako Kashia
- Mind the Gap (2004) jako Vicki Walters
- Trzymaj się z daleka (Keep Your Distance, 2005) jako Susan Dailey
- Nawiedzona (Haunting Sarah, 2005) jako Erica Rose / Heather Rose
- Noc w muzeum (Night at the Museum, 2006) jako Erica Daley
- Prisoner  (2007) jako Renee
- Szminka w wielkim mieście  (2007-2008) jako Nico Reilly
- Chirurdzy  (2009-2012) jako Teddy Altman
- Revolution (2012-2014) jako Julia Neville
- Designated Survivor (2018) jako dr Andrea Frost (serial TV)